# Longicoelotes
Longicoelotes es un género de arañas araneomorfas pertenecientes a la familia Agelenidae. Se encuentra en el Este de Asia.

## Especies
Según The World Spider Catalog 12.0:
- Longicoelotes karschi Wang, 2002
- Longicoelotes kulianganus (Chamberlin, 1924)
- Longicoelotes senkakuensis (Shimojana, 2000)